# Platypalpus preagilis
Platypalpus preagilis är en tvåvingeart som beskrevs av Patrick Grootaert och Chvala 1992. Platypalpus preagilis ingår i släktet Platypalpus och familjen puckeldansflugor.
Artens utbredningsområde är Israel. Inga underarter finns listade i Catalogue of Life.